# 大眼龍占麗魚
大眼龍占麗魚，為輻鰭魚綱鱸形目隆頭魚亞目慈鯛科的其中一種，被IUCN列為易危保育類動物，分布於非洲Nkhota Kota地區的淡水流域，體長可達12公分，棲息在苦草生長的淺水域，以無脊椎動物及矽藻為食，生活習性不明，可作為觀賞魚。

## 擴展閱讀
維基物種上的相關：大眼龍占麗魚